# Dinastía de Abidos
La Dinastía de Abidos o Abydos fue, aparentemente, una dinastía local de corta duración que gobernó en áreas del Alto Egipto durante el Segundo periodo intermedio del Antiguo Egipto. La Dinastía de Abidos fue contemporánea de las dinastías XV y XVI aproximadamente desde 1650 a 1600 a. C.

## Evidencias
La existencia de una Dinastía de Abidos fue propuesta por primera vez por Detlef Franke; idea reforzada tiempo después por Kim Ryholt en 1997. Ryholt observa que dos de los reyes confirmados de este período, Upuautemsaf (Upuaut es su protección) y Pantyeny (Él de Tinis), portan nombres relacionados con Abidos: Upuaut es un importante dios de Abidos y Tinis, una importante ciudad situada pocos kilómetros al norte.
Además, Upuautemsaf, Pantyeny y Senaib (otro rey del período), cada uno de ellos es conocido por una única estela descubierta en Abidos, lo que podría indicar que ésta fue la sede del poder. Finalmente, Ryholt sostiene que la existencia de esta dinastía explicaría los dieciséis nombres del Canon Real de Turín situados al final de la dinastía XVI. La dinastía de Abidos podría haber aparecido en el lapso de tiempo entre la caída de la dinastía XIII con la conquista de Menfis por los hicsos y la expansión sur de los hicsos hacia Tebas.
La existencia de la dinastía puede haber quedado confirmada en enero de 2014 cuando la tumba del previamente desconocido faraón Seneb Kay fue descubierta en la zona sur de Abidos, en un lugar llamado "Montaña Anubis" en la antigüedad. Si Seneb Kay pertenece sin duda a la dinastía de Abidos, su tumba podría señalar la necrópolis real de esta dinastía, adyacente a las tumbas de los gobernantes del Imperio Medio.

## Territorio

En rojo, la posible extensión del poder de la dinastía de Abidos

La sede del poder de la Dinastía de Abidos fue probablemente o bien Abidos o Tinis. Un grafito posible de Upuautemsaf fue descubierto por Karl Richard Lepsius en la tumba n° 2 en Beni Hasan, alrededor de 250 km al norte de Abidos, en el Egipto medio. Si la atribución de este grafito es correcta y si Upuautemsaf perteneció realmente a esta dinastía, entonces su territorio podría haberse extendido hasta esta región del norte. Siendo que la dinastía fue contemporánea de la dinastía XVI, el territorio bajo el control abidense no pudo haberse extendido más lejos de Hu, 50 km al sur de Abidos.

## Gobernantes
Los siguientes 16 registros del canon de Turín son atribuidos a la dinastía de Abidos por Kim Ryholt:
| Nombre del trono                 | Registro del canon de Turín | Transliteración |
| -------------------------------- | --------------------------- | --------------- |
| User[...]ra                      | Col 11. Línea 16            | Usr-[...]-Rˁ    |
| User[...]ra                      | Col 11. Línea 17            | Usr-[...]-Rˁ    |
| Ocho reyes (fragmentos perdidos) | Col 11. Líneas 18-25        |                 |
| [...]hebra                       | Col 11. Línea 26            | [...]-hb-[Rˁ]   |
| Tres reyes (fragmentos perdidos) | Col 11. Líneas 27-29        |                 |
| [...]hebra (incierto)            | Col 11. Línea 30            | [...]-ḥb-[Rˁ]   |
| [...]uebenra                     | Col 11. Línea 31            | [...]-ubn-[Rˁ]  |

Algunos de los gobernantes arriba mencionados podrían identificarse con los cuatro reyes autenticados y tentativamente atribuidos a la dinastía de Abidos, puestos aquí sin consideración por su orden (desconocido) cronológico:
|                      |   |          |   |     |        |
| \| \| \| \| \| \| \| |   |          |   |     |        |
|                      |   |          |   |     |        |
| F13                  | t | N31 · Z2 | m | V17 | Z1 · f |

| F13 | t | N31 · Z2 | m | V17 | Z1 · f |

|                      |   |          |   |     |        |
| \| \| \| \| \| \| \| |   |          |   |     |        |
|                      |   |          |   |     |        |
| F13                  | t | N31 · Z2 | m | V17 | Z1 · f |

| F13 | t | N31 · Z2 | m | V17 | Z1 · f |

|                      |   |          |   |     |        |
| \| \| \| \| \| \| \| |   |          |   |     |        |
|                      |   |          |   |     |        |
| F13                  | t | N31 · Z2 | m | V17 | Z1 · f |

| F13 | t | N31 · Z2 | m | V17 | Z1 · f |

|                      |   |          |   |     |        |
| \| \| \| \| \| \| \| |   |          |   |     |        |
|                      |   |          |   |     |        |
| F13                  | t | N31 · Z2 | m | V17 | Z1 · f |

| F13 | t | N31 · Z2 | m | V17 | Z1 · f |

|                |       |     |    |
| \| \| \| \| \| |       |     |    |
|                |       |     |    |
| p · n          | T · n | T14 | pA |

| p · n | T · n | T14 | pA |

|                |       |     |    |
| \| \| \| \| \| |       |     |    |
|                |       |     |    |
| p · n          | T · n | T14 | pA |

| p · n | T · n | T14 | pA |

|                |       |     |    |
| \| \| \| \| \| |       |     |    |
|                |       |     |    |
| p · n          | T · n | T14 | pA |

| p · n | T · n | T14 | pA |

|                |       |     |    |
| \| \| \| \| \| |       |     |    |
|                |       |     |    |
| p · n          | T · n | T14 | pA |

| p · n | T · n | T14 | pA |

|          |              |
| \| \| \| |              |
|          |              |
| Y4       | Y1 · ib · Z1 |

| Y4 | Y1 · ib · Z1 |

|          |              |
| \| \| \| |              |
|          |              |
| Y4       | Y1 · ib · Z1 |

| Y4 | Y1 · ib · Z1 |

|          |              |
| \| \| \| |              |
|          |              |
| Y4       | Y1 · ib · Z1 |

| Y4 | Y1 · ib · Z1 |

|          |              |
| \| \| \| |              |
|          |              |
| Y4       | Y1 · ib · Z1 |

| Y4 | Y1 · ib · Z1 |

|                      |     |     |     |     |     |
| \| \| \| \| \| \| \| |     |     |     |     |     |
|                      |     |     |     |     |     |
| S29                  | N35 | D58 | D28 | M17 | M17 |

| S29 | N35 | D58 | D28 | M17 | M17 |

|                      |     |     |     |     |     |
| \| \| \| \| \| \| \| |     |     |     |     |     |
|                      |     |     |     |     |     |
| S29                  | N35 | D58 | D28 | M17 | M17 |

| S29 | N35 | D58 | D28 | M17 | M17 |

|                      |     |     |     |     |     |
| \| \| \| \| \| \| \| |     |     |     |     |     |
|                      |     |     |     |     |     |
| S29                  | N35 | D58 | D28 | M17 | M17 |

| S29 | N35 | D58 | D28 | M17 | M17 |

|                      |     |     |     |     |     |
| \| \| \| \| \| \| \| |     |     |     |     |     |
|                      |     |     |     |     |     |
| S29                  | N35 | D58 | D28 | M17 | M17 |

| S29 | N35 | D58 | D28 | M17 | M17 |